# C/2019 L2 (NEOWISE)
C/2019 L2 (NEOWISE) — короткоперіодична комета типу комети Галлея. Відкрита 11 червня 2019 року; була 18m на час відкриття. Абсолютна величина комети разом з комою становить 12.3m.